# WB Games Montréal
Warner Bros. Games Montréal, nota semplicemente come WB Games Montréal, è un'azienda canadese dedita allo sviluppo di videogiochi con sede nella città di Montréal (Québec), fondata nel 2010 come sussidiaria di Warner Bros. Interactive.

## Storia
Fondata nel 2010 come sussidiaria di Warner Bros. Interactive, l'azienda ha pubblicato il suo primo videogioco nel 2012 con Cartoon Universe, ma la fama vera e propria è giunta l'anno successivo con Batman: Arkham Origins, un action-adventure che funge da prequel di Batman: Arkham Asylum; il titolo è stato elogiato dal pubblico e dalla critica per la qualità della narrazione e la difficoltà delle lotte contro i boss.
Nel 2022 è stato pubblicato Gotham Knights, un action-adventure incentrato su alcuni personaggi della Batfamiglia (Robin, Batgirl, Nightwing e Red Hood) e ambientato a Gotham City dopo la presunta morte di Bruce Wayne in Batman: Arkham Knight.

## Videogiochi
| Anno | Titolo                       | Piattaforma/e                         |
| ---- | ---------------------------- | ------------------------------------- |
| 2012 | Cartoon Universe             | Windows, Android, iOS                 |
| 2013 | LEGO Legends of Chima Online | Windows, Android, iOS                 |
| 2013 | Batman: Arkham Origins       | PlayStation 3, Xbox 360, Windows      |
| 2022 | Gotham Knights               | PlayStation 5, Xbox Series X, Windows |